# Trifolium canescens
Trifolium canescens är en ärtväxtart som beskrevs av Carl Ludwig von Willdenow. Trifolium canescens ingår i släktet klövrar, och familjen ärtväxter. IUCN kategoriserar arten globalt som livskraftig. Inga underarter finns listade i Catalogue of Life.

## Bildgalleri

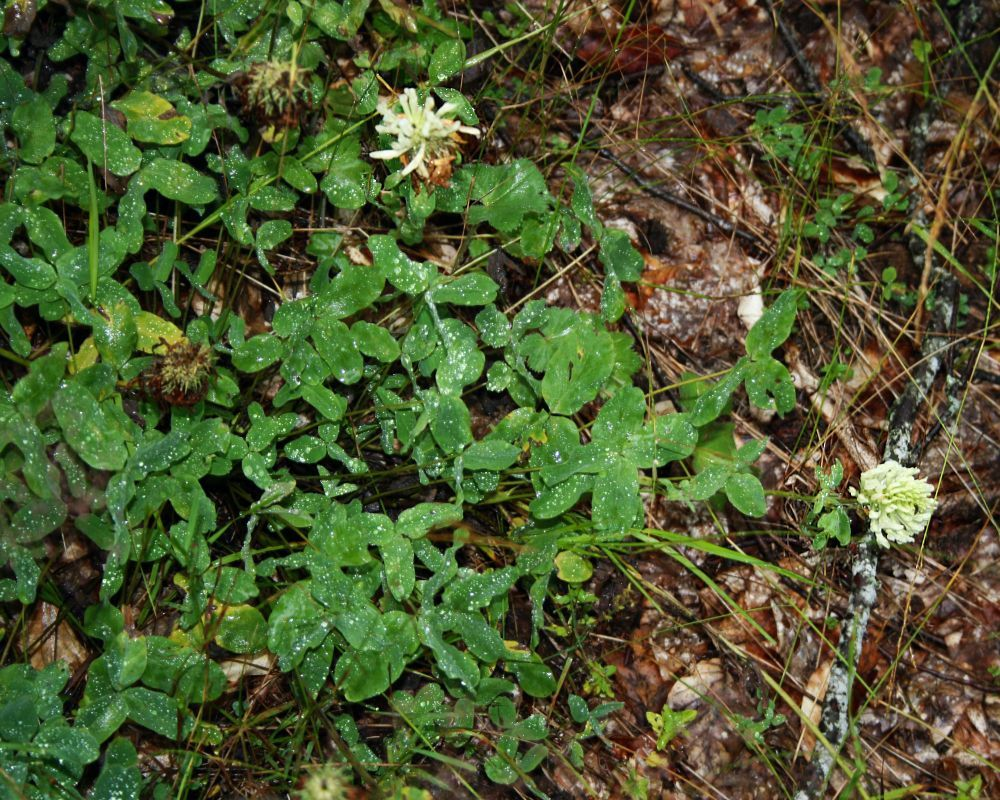
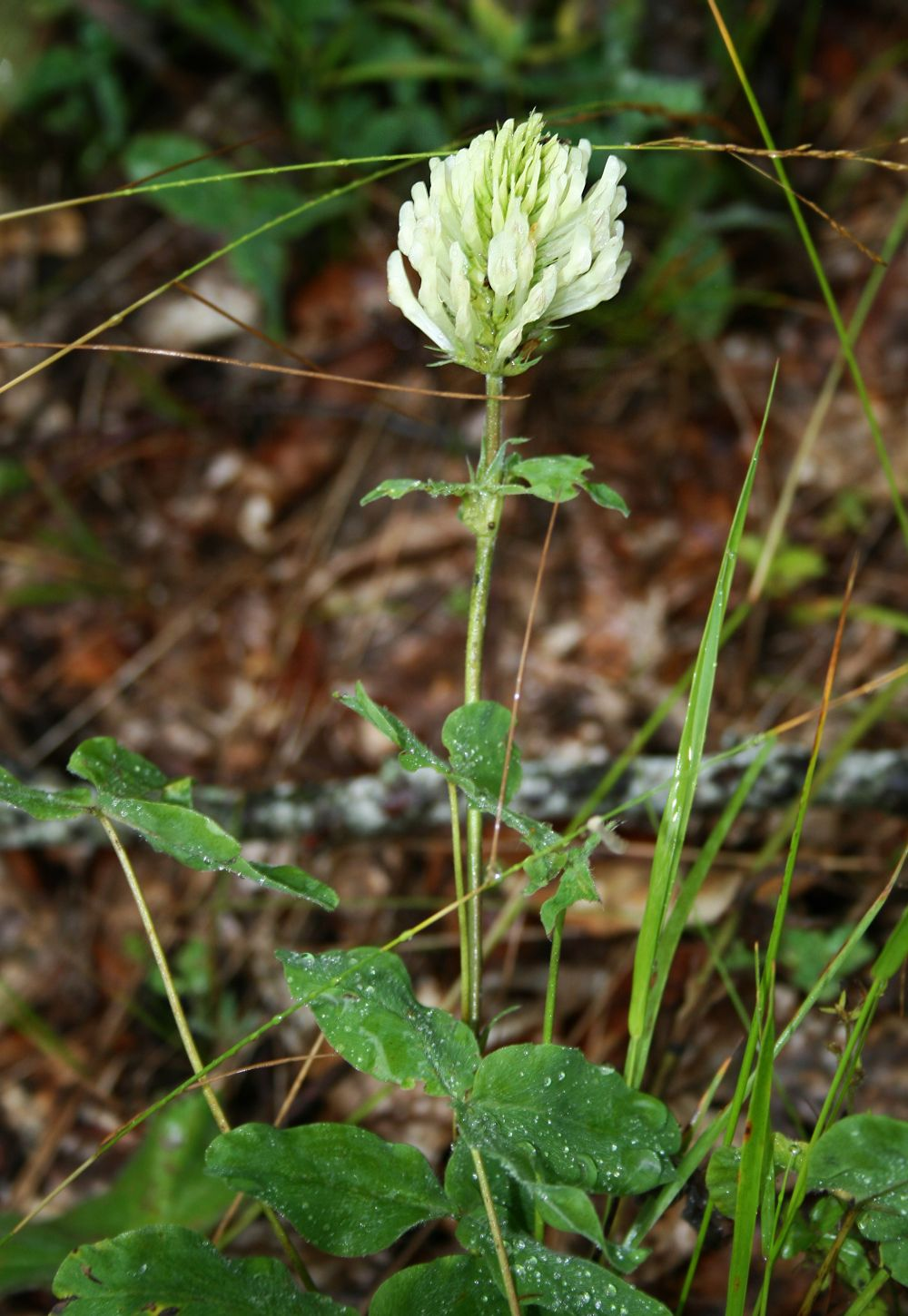
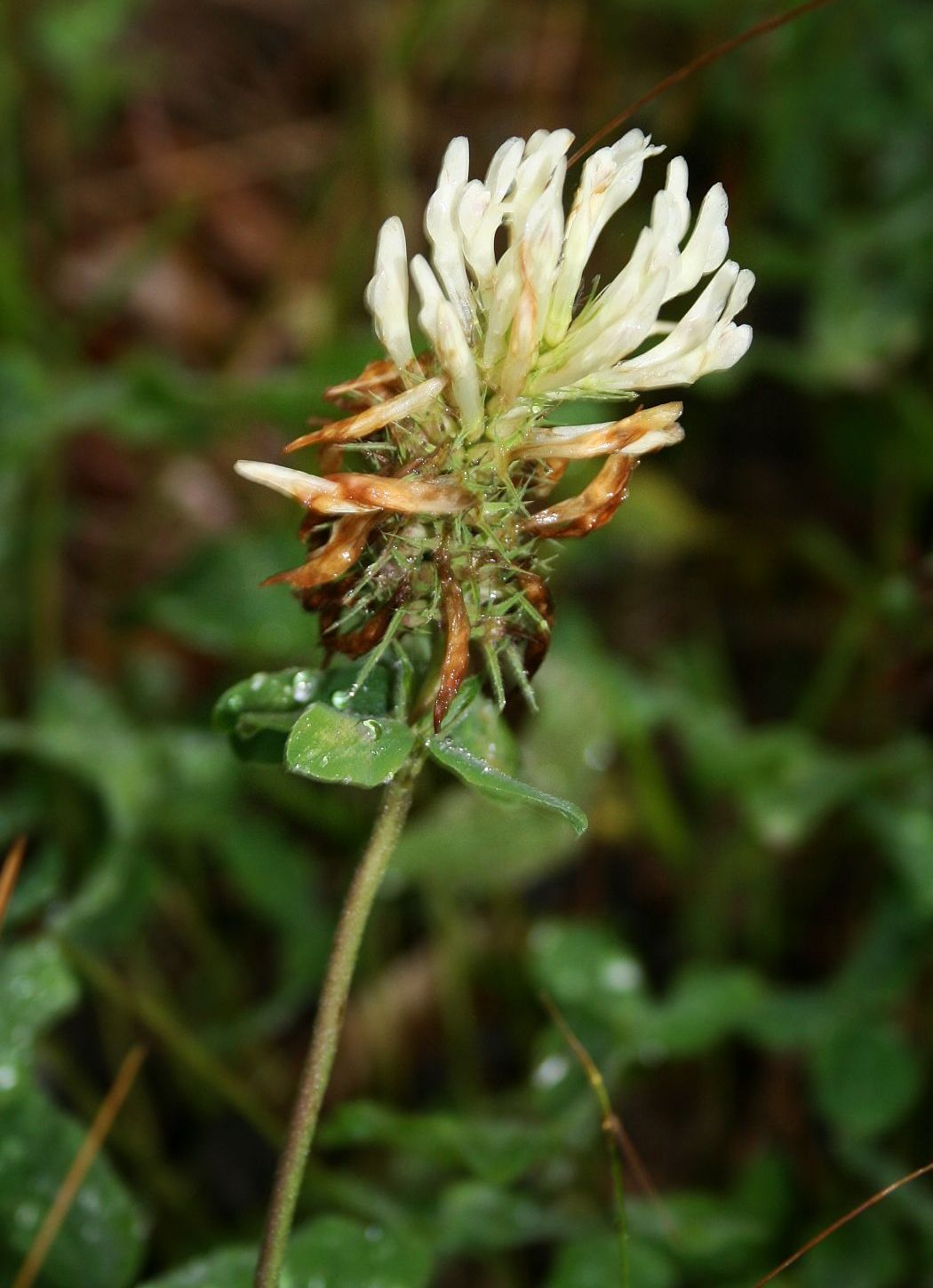